# كروسندرة حاملة للأكواز
كروسندرة حاملة للأكواز (الاسم العلمي:Crossandra strobilifera) هي نوع من النباتات تتبع جنس الكروسندرة من الفصيلة الأقنتية.